# Chrząszcz
Chrząszcz (un escarabajo) escrito por Jan Brzechwa es un poema famoso por ser uno de los textos más difíciles de pronunciar de la literatura polaca y puede causar problemas incluso para un hablante nativo de polaco adulto.
| Polaco originalⓘ                             | Transcripción fonética               | Traducción al español                                              |
| -------------------------------------------- | ------------------------------------ | ------------------------------------------------------------------ |
| W Szczebrzeszynie chrząszcz brzmi w trzcinie | [fʂt͡ʂɛbʐɛʂɨɲɛ xʂɔɰ̃ʂt͡ʂ bʐmi ftʂt͡ɕiɲɛ] | En la ciudad de Szczebrzeszyn un escarabajo zumba entre los juncos |
| I Szczebrzeszyn z tego słynie.               | [iʂt͡ʂɛbʐɛʂɨn stɛɡɔ swɨɲɛ]            | Y Szczebrzeszyn es famoso por ello.                                |
| Wół go pyta: „Panie chrząszczu,              | [vuw ɡɔ pɨta paɲɛ xʂɔɰ̃ʂt͡ʂu]          | Un buey le pregunta: “Señor Escarabajo,                            |
| Po cóż pan tak brzęczy w gąszczu?"           | [pɔ t͡suʂ pan tak bʐɛɰ̃t͡ʂɨ vɡɔɰ̃ʂt͡ʂu]   | ¿Por qué zumbas entre los arbustos?”                               |

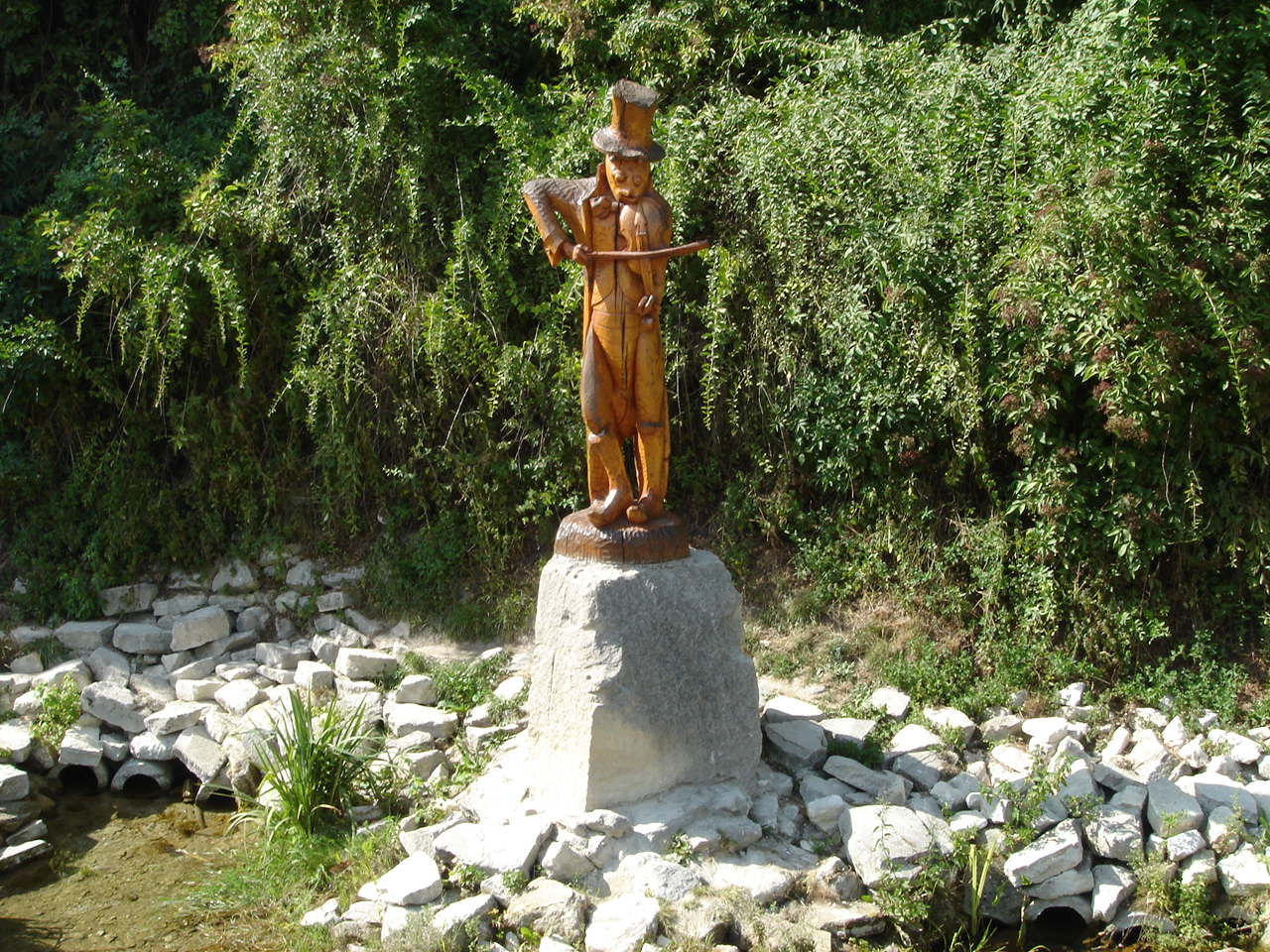
Monumento al héroe del poema en Szczebrzeszyn.

La primera línea “W Szczebrzeszynie chrząszcz brzmi w trzcinie” 
(En Szczebrzeszyn un escarabajo zumba entre los juncos) es un conocido trabalenguas polaco.
Gracias al poema, la ciudad de Szczebrzeszyn es bastante conocida en Polonia. Se erigió un monumento en honor al escarabajo del poema en 2002 y tiene lugar desde entonces un festival anual de esculturas.
Chrząszcz fue traducido al inglés por Walter Whipple como Cricket (grillo).